# Brauerei Groß Gerungs
Die Brauerei Groß Gerungs war eine Brauerei in der Gemeinde Groß-Gerungs im niederösterreichischen Waldviertel.

## Geschichte
Bier wurde in Groß-Gerungs schon ab dem 17. Jahrhundert gebraut, die Brauerei wurde 1836 gegründet. Ab 1922 stand die Brauerei im Eigentum des lokalen Holzwarenfabrikanten Oskar Scholz, der jedoch 1931 und 1932 Konkurs mit anschließendem Vergleich eröffnen musste. Die Brauerei wurde aber weitergeführt und existierte bis in die 1950er Jahre, sie stellte u. a. Lagerbier und „Tigerbräu“ her. Gemeinsam mit den Brauereien in Zwettl, Weitra und Schrems erhielt die Groß-Gerungser Brauerei 1946 eine neue Lohnregelung. 1956 wurde die Brauerei geschlossen.
Mittlerweile gibt es dank der Mithilfe der Brauerei Zwettl wieder ein Bier namens „Tigerbräu“ in Groß-Gerungs.